# Río Estrella
El río Estrella, es un río de Costa Rica ubicado en la provincia de Limón, en la Región Huetar Atlántica, al este del país. Nace en la fila de Matama y desemboca en la vertiente del mar Caribe.

## Descripción
Su longitud es de 52 km, su cuenca tiene una superficie de 1005 km² y descarga un caudal de 48 metros cúbicos por segundo. No presenta tramos navegables, aunque alcanza una anchura considerable en su parte llana. El río le da nombre al valle circundante en donde hay grandes plantaciones de banano.